# Station Kielcza
Station Kielcza is een spoorwegstation in de Poolse plaats Kielcza.